# Cromlech de La Praz
Le cromlech de la Praz est un cromlech en forme de pentagone, situé dans la forêt entre les communes de Mont-la-Ville et de La Praz, dans le canton de Vaud, en Suisse.

## Cromlech
Il s'agit d'un groupe de 8 blocs de pierre de 1 à 2 m de long, dont l'ensemble est appelé cromlech, car les pierres s'inscrivent dans un pentagone de 8 m de diamètre.
Le site a été étudié en 1871 par P. Vionnet.

Vue panoramique du cromlech de la Praz

## Pierre à cupule
La pierre la plus au sud est une pierre à cupule en gneiss et schiste de chlorite. Ses dimensions sont de 4,2 x 3,2 mètres et 1,65 mètre de haut sur sa plus grande hauteur. Elle possède 170 cupules de 2 à 7 cm de diamètre. La plupart sont faiblement creusées.
Cette pierre comporte aussi une plus grande cupule de 18 cm de diamètre, dont partent une douzaine de ravines.

## Protection
Le site est protégé depuis 1989 par le canton de Vaud.